# Warisata
Warisata es una localidad boliviana perteneciente al municipio de Achacachi, ubicado en la provincia de Omasuyos del departamento de La Paz. En cuanto a distancia, Warisata se encuentra a 105 km de la ciudad de La Paz, la capital departamental, y a 8 km de Achacachi. La localidad forma parte de la Ruta Nacional 24 de Bolivia.  
Según el último censo de 2012 realizado por el Instituto Nacional de Estadística de Bolivia (INE), la localidad cuenta con una población de 732 habitantes y está situada a 3.845 metros sobre el nivel del mar.
En el pueblo de Warisata se encuentra la Escuela Superior de Formación de Maestros Warisata, establecida en 1931.

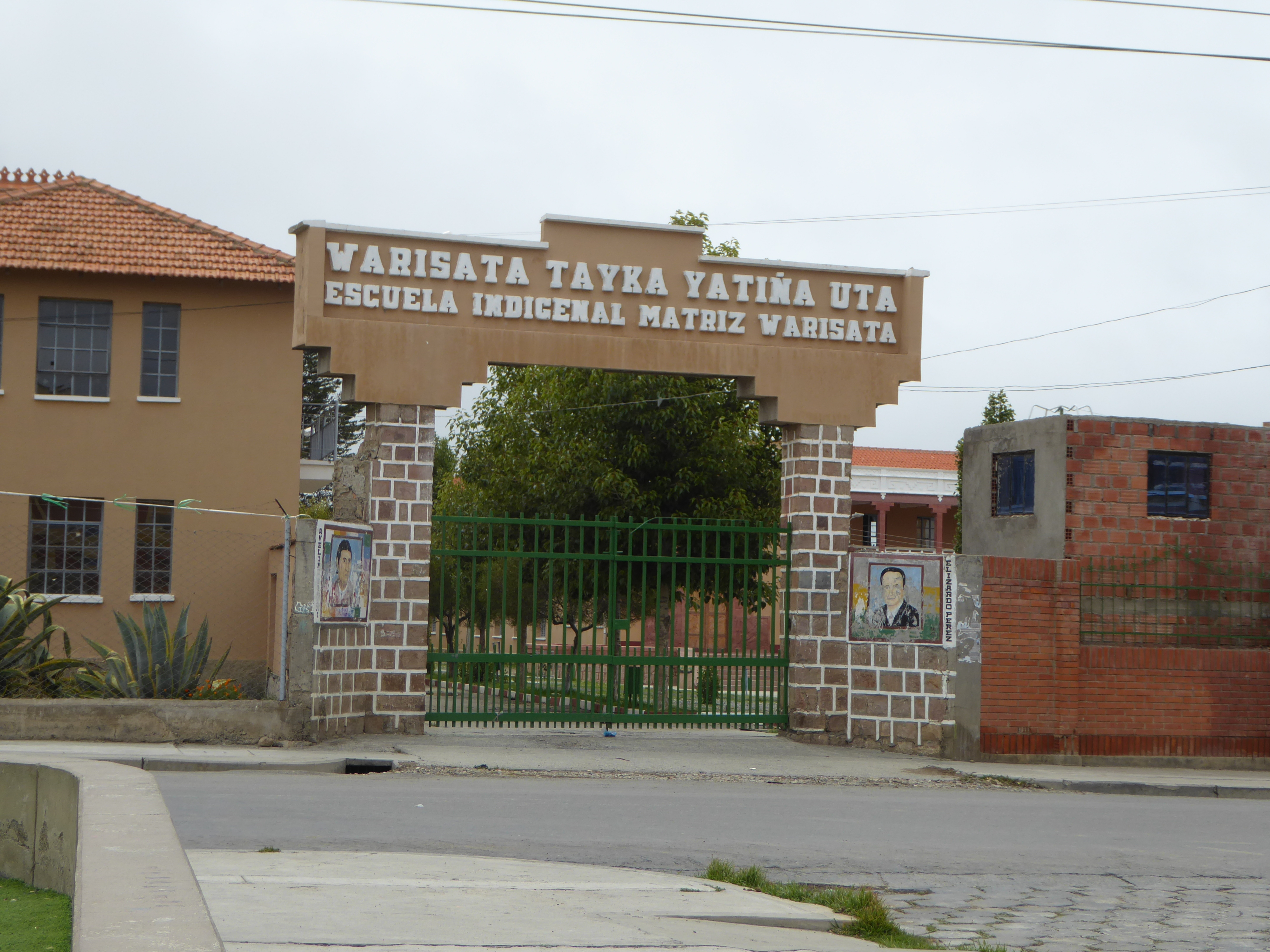
Escuela Superior de Formación de Maestros Warisata

## Demografía

### Población
| Año  | Población | Fuente                  |
| ---- | --------- | ----------------------- |
| 1992 | -         | Censo boliviano de 1992 |
| 2001 | 838       | Censo boliviano de 2001 |
| 2012 | 732       | Censo boliviano de 2012 |